# Angèle Rawiri
Angèle Christiane Ntyugwetondo Rawiri, née le 29 avril 1954 à Port-Gentil et morte le 15 novembre 2010 à Puteaux, est une femme de lettres gabonaise.
Elle est l'auteure de trois romans dont le plus connu Fureur et cris de femmes, qui aborde la question de l'homosexualité féminine et est considérée comme la première romancière gabonaise.

## Biographie

### Jeunesse et formation
Elle naît en 1954 à Port-Gentil.  Orpheline de sa mère à 6 ans, Angèle Rawiri poursuit ses études et se spécialise en traduction en France.Elle vit ensuite deux ans à Londres, où elle travaille comme interprète, mannequin et actrice. Pendant cette période, elle apparaît dans des rôles secondaires, notamment dans plusieurs films de la série James Bond.

### Carrière
Elle revient ensuite au Gabon en 1979 et travaille comme traductrice français-anglais dans une société pétrolière gabonaise, la Société nationale pétrolière gabonaise ― appelée encore Petrogab ― tout en commençant à écrire. Puis elle s'installe à nouveau en France à la fin des années 1980 et se consacre à l'écriture,,.
Son roman Elonga publié en 1980, raconte le retour au pays d'un jeune métis et le choc culturelle qui en découle. Son deuxième roman, G'amèrakano au carrefour, est publié en 1983. Il raconte l'histoire d'une jeune secrétaire, Toula, qui habite dans un quartier excentrique et sinistre où elle côtoie des délinquants et des inactifs. Elle aspire à une autre vie. Une amie lui suggère de perdre du poids, de sortir avec un homme riche et de s'éclaircir la peau,.
C'est en France qu'elle termine et publie son roman le plus connu, Fureur et cris de femmes, publié en 1989, qui évoque les frustrations de jeunes ayant vécu à l'étranger par rapport à certains blocages de la société gabonaise, le poids des familles, les infidélités, mais aussi l'homosexualité féminine,,,.
Elle appartient à une nouvelle génération, post-indépendance, de romanciers africains, incluant une présence significative de femmes,.

### Famille
Angèle Rawiri est également mère d'Emmanuelle Anne-Sophie, vivant en région parisienne, qui aspire à suivre ses traces.

## Reconnaissance
Les écrits d'Angèle Rawiri sont connus et reconnus dans son pays natal où ils sont étudiés dans les écoles, mais aussi dans plusieurs autres pays. Son roman le plus connu est Fureur et cris de femmes, a été traduit en anglais. Créé en 2015, le prix littéraire Angèle Rawiri récompense chaque année des romans des écrivains gabonais.

## Œuvres
- Angèle Rawiri, Elonga: roman, Silex, 1986 (ISBN 978-2-903871-72-7).
- Angèle Rawiri, G'amèrakano au carrefour: roman, Silex, 1988 (ISBN 978-2-87693-021-6).
- Angèle Rawiri, Fureurs et cris de femme, l'Harmattan, coll. « Encres noires », 1989 (ISBN 978-2-7384-0250-9)[note 1].